# Göhrde
Göhrde ist eine Gemeinde im Landkreis Lüchow-Dannenberg in Niedersachsen (Deutschland). Sie hat etwa 600 Einwohner und gehört zur Samtgemeinde Elbtalaue. Durch die Gemeinde verläuft die Bundesstraße 216 Lüneburg–Dannenberg.

## Geografie

### Naturpark
Die Gemeinde ist Teil des Naturparks Wendland.Elbe.
Der an die Gemeinde angrenzende Staatsforst Göhrde ist das größte zusammenhängende Mischwaldgebiet Norddeutschlands.

### Gemeindegliederung
Die Gemeinde Göhrde besteht seit der Gemeindegebietsreform von 1972 aus zwölf Ortsteilen. Zusätzlich existieren der Hof Kamerun und vier Forsthäuser. Der Sitz der Gemeindeverwaltung befindet sich in Metzingen.
- Bredenbock
- Dübbekold
- Göhrde
- Govelin
- Kollase
- Metzingen (Hauptort der Gemeinde)
- Plumbohm
- Sarenseck
- Schmardau
- Schmessau
- Tollendorf
- Wedderien

- Forsthaus Mailage
- Forsthaus Nadlitz
- Forsthaus Schnadlitz
- Forsthaus Zienitz
- Hof Kamerun

Die Forsthäuser gehörten, wie auch Kollase, vor 1972 zur Gemeinde Göhrde, Hof Kamerun zur Gemeinde Sarenseck. Dübbekold wurde 1972 aus dem Landkreis Lüneburg in den Landkreis Lüchow-Dannenberg eingegliedert.

## Geschichte

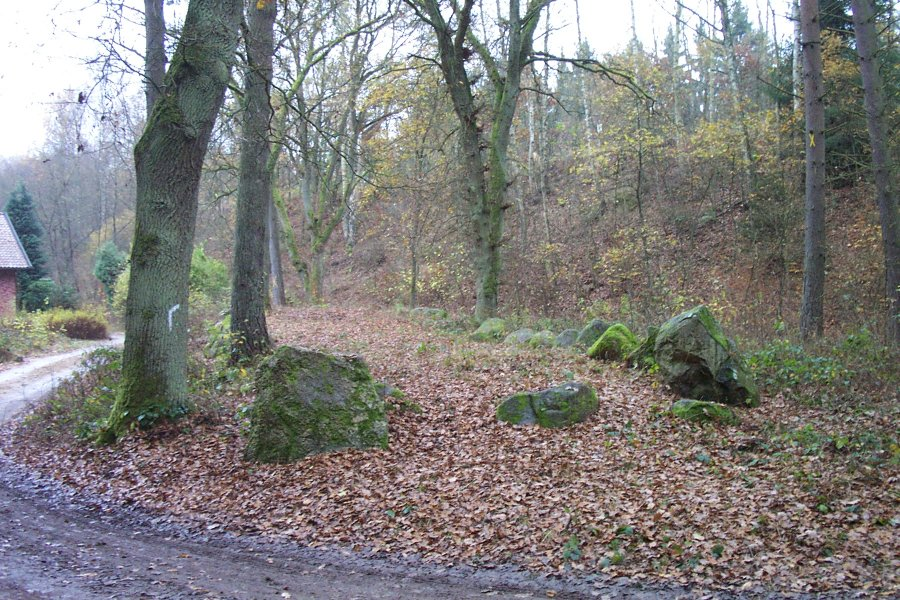
Großsteingrab (Leitstade II) in der Göhrde, im Hintergrund die Bahnlinie von 1874

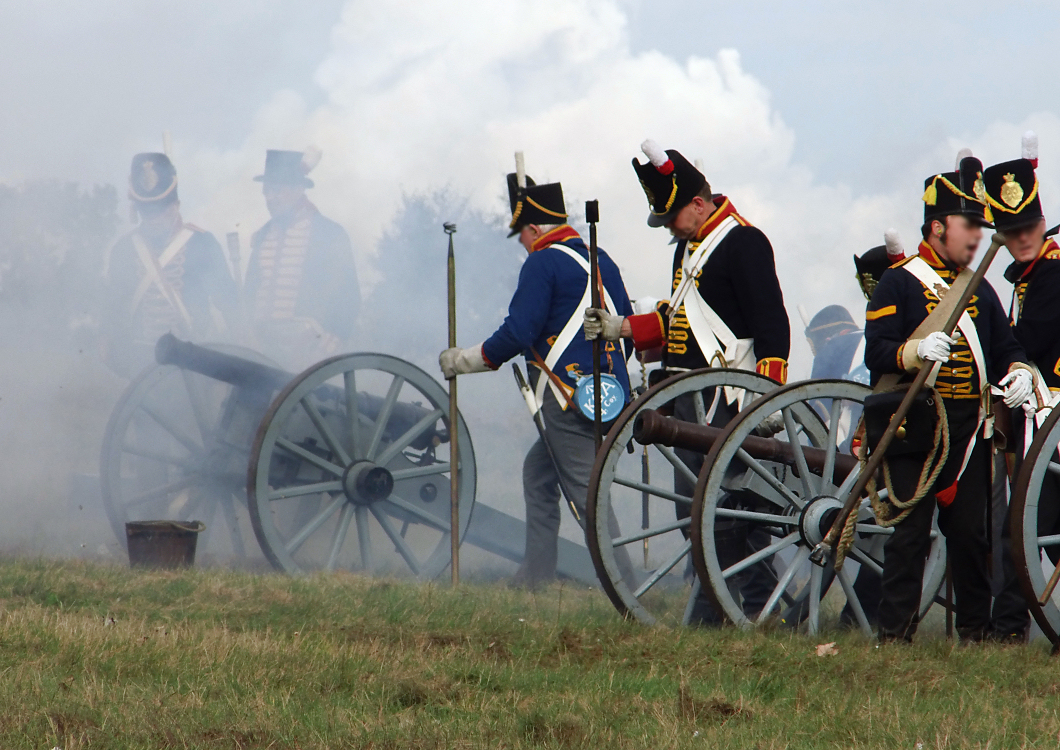
Nachstellung der Schlacht an der Göhrde (2013)

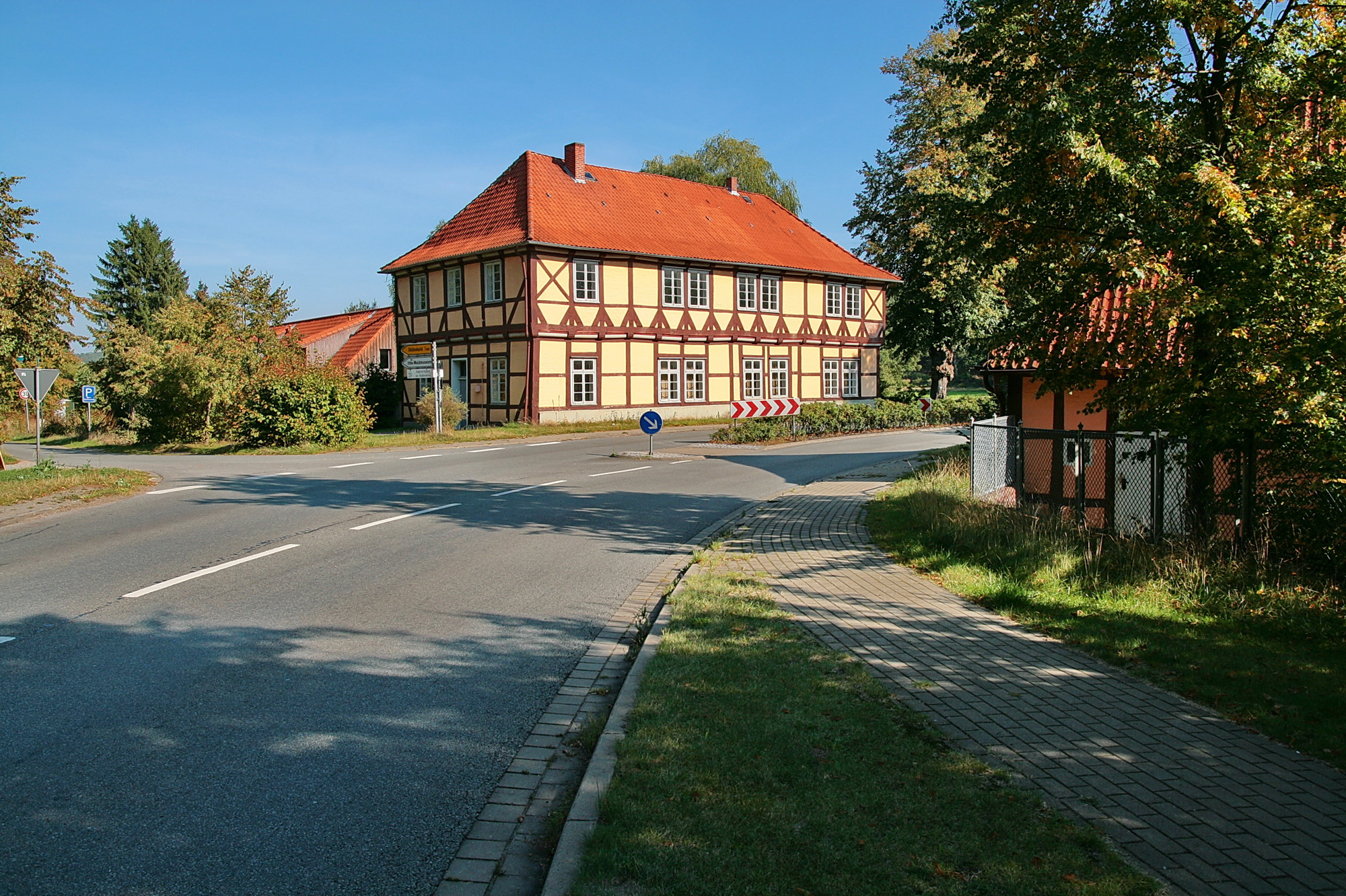
Blick auf Gebäude des Jagdschlosses in Göhrde

Archäologische Funde lassen auf eine Besiedelung der Göhrde bereits in prähistorischer Zeit schließen. Zu den Bodendenkmälern in der Göhrde gehören vor allem zwei jungsteinzeitliche Großsteingräber bei Grünhagen (Leitstade I und II), die noch vor dem Jahre 2500 v. Chr. entstanden und der Opferstein von Plumbohm.
Die Göhrde war seit dem frühen 16. Jahrhundert ein beliebtes Jagdgebiet der Adligen. In den Jahren 1706 bis 1709 ließ der hannoversche Kurfürst Georg Ludwig im heutigen Ortsteil Göhrde nach Plänen von Louis Remy de la Fosse das Jagdschloss Göhrde als dreistöckiges Schlossgebäude mit etwa 100 Räumen sowie mehreren Nebengebäuden errichten.
Am 16. September 1813 besiegte die alliierte Nordarmee (vor allem russische und preußische Truppen) etwa 20 Kilometer westlich von Dannenberg (Elbe) bei Lüben (im Landkreis Lüneburg) die französischen Truppen Napoleons I. in der Schlacht an der Göhrde.
Nach 1819 wurden einzelne Gebäude des Jagdschlosses und 1827 auch das Schloss selbst abgebrochen. Erst nach der Errichtung des Königreiches Hannover 1837 renovierte man einige Gebäude, und die Göhrde wurde wieder zum fürstlichen Jagdrevier. Ab 1869 bis 1913 weilten die Deutschen Kaiser regelmäßig zur Jagd im Jagdschloss. Danach war das Jagdschloss ein Erholungszentrum für Beamte, ein Predigerseminar und ein Lazarett. 1957 wurde das so genannte Europahaus für Konferenzen und Seminare erbaut. Im Jahr 1977 entstand auf dem Gelände des abgerissenen Jagdschlosses ein Gästehaus.
Bereits Mitte des 19. Jahrhunderts begann der Bau der Wendlandbahn durch die Göhrde mit der Station Bahnhof Göhrde in Breese (1874 Eröffnung der Linie Buchholz–Lüneburg–Dannenberg–Wittenberge), die heute noch bis Dannenberg führt. Seit 1995 ist diese Verbindung überregional durch die jährlichen Castor-Transporte in das Atommüll-Zwischenlager Gorleben bekannt geworden, die über diese Strecke zum Verladebahnhof Dannenberg führen. Die Proteste gegen diese Transporte und das massive Aufgebot der Polizei haben das Wendland seitdem geprägt. So bieten Anwohner jedes Jahr Hunderten von Atomkraftgegnern ihre Scheunen und Häuser zur Übernachtung an. Die bundesweite Anti-Atom-Zeitschrift anti atom aktuell hat ihre Redaktion im Ortsteil Tollendorf.
Im Kalten Krieg war Sarenseck Standort einer Dauereinsatzstellung des Tieffliegermelde- und Leitdienstes der Luftwaffe (DEST TMLD), IV. FmRgt/33.
Die weiter südlich gelegene Eisenbahnlinie von Uelzen nach Dannenberg wurde 1981 für den Personenverkehr und in den 1990er Jahren ganz stillgelegt.
Bis zum 29. Januar 1976 war der Name der im Jahr 1972 neu gebildeten Gemeinde Metzingen.

### Eingemeindungen
Am 1. Juli 1972 wurden die Gemeinden Bredenbock, Dübbekold, Göhrde, Govelin, Plumbohm, Sarenseck, Schmardau, Schmessau, Tollendorf und Wedderien in die neue Gemeinde Metzingen eingegliedert.

### Ausgliederungen
Am 1. Juli 1972 wurden kleine Gebietsteile der Altgemeinde Göhrde an die Nachbargemeinde Himbergen (Landkreis Uelzen) abgetreten.

## Politik
Die Gemeinde Göhrde gehört zum Landtagswahlkreis 48 Elbe und zum Bundestagswahlkreis 38 Lüchow-Dannenberg – Lüneburg.

### Gemeinderat
Der Rat der Gemeinde Göhrde setzt sich aus fünf Mitgliedern zusammen. Die Ratsmitglieder werden durch eine Kommunalwahl für jeweils fünf Jahre gewählt.

Bei der Kommunalwahl 2021 ergab sich folgende Sitzverteilung:
| Gemeinderat 2021Insgesamt 9 Sitze - SPD: 1 - Unabh.: 1 - Pro Göhrde: 2 - UWG: 3 - FDP: 1 - CDU: 1 |

### Bürgermeister
Bürgermeister ist derzeit der parteilose Thomas Stegemann (2016 wiedergewählt).

### Wappen
Das Wappen der Gemeinde zeigt St. Hubertus zu Pferde (Schimmel) im roten Feld auf grünem Grund.

## Kultur und Sehenswürdigkeiten
In der Liste der Baudenkmale in Göhrde stehen alle Baudenkmale der Gemeinde Göhrde. In der Liste der Bodendenkmale in Göhrde finden sich alle Bodendenkmale.
Die Bildung hat die Göhrde über Jahrzehnten geprägt. Das Jagdschloss Göhrde diente nach dem Ersten Weltkrieg erst als Beamtenerholungsheim, danach in den 1920er Jahren als Priesterseminar und später während der Zeit des Nationalsozialismus als Bildungsanstalt für Lehrerinnen. Nach 1946 wurde dort auch eine Heimvolkshochschule betrieben. Eine neue Eigentümerin übernahm das Schloss 2008 vom Land Niedersachsen mit neuem Konzept für ein europäisches Seminarzentrum, das in der Region u. a. wegen nicht erkennbarer Realisierung umstritten geblieben ist.
Im ehemaligen Hauptgebäude des Kaiserbahnhofs Göhrde in Breese arbeitet seit 1979 die Bildungsstätte Bahnhof Göhrde e. V.
An der Straße zwischen den Ortsteilen Göhrde und Dübbekold  befindet sich  das 1672 als „Celler Stall“ errichtete und zum Jagdschloss gehörige Gebäude, das seit 1985 als Waldmuseum genutzt wird. Im Jahr 2010 wurde das Museum komplett überarbeitet, erweitert und in Naturum Göhrde umbenannt.
Der Ortsteil Bredenbock verfügt über einen Kindergarten.

## Persönlichkeiten
- Holger Biege (1952–2018), Komponist, Sänger, Pianist, Arrangeur und Texter; lebte zuletzt im Ortsteil Metzingen